# 原口翔太郎
原口 翔太郎（はらぐち しょうたろう、1987年3月26日 - ）は、神奈川県川崎市出身のビーチサッカー選手。ポジションはアラ（サッカーでいうミッドフィルダー）。日本代表。
東京ヴェルディビーチサッカー所属。GRANDE専属契約選手。原口ビーチサッカークリニック代表。株式会社ProVision所属。

## 経歴
日本代表としてFIFAビーチサッカーワールドカップに2015年大会、2017年大会、2021年大会の三回出場し、2021年大会では史上初の準優勝に貢献した。